# Pararhabdochaeta albolineata
Pararhabdochaeta albolineata är en tvåvingeart som beskrevs av Hardy 1985. Pararhabdochaeta albolineata ingår i släktet Pararhabdochaeta och familjen borrflugor. Inga underarter finns listade i Catalogue of Life.